# Italiană (rasă de găini)
Rasa de găini Italiană este o rasă de găini originare din Italia, care este specializată în producția de ouă cu coaja albă. Cantitatea și calitatea cărnii care se obține sunt inferioare. Este rasa al cărui material genetic se folosește pentru crearea hibrizilor comerciali pentru ouă.

## Despre
Este o găină deosebit de vioaie și alertă, de mărime medie, un penaj amplu și multe varietăți de penaj.                                                                                                                 Găina are între 1,7-2,5 kilograme, pe când cocoșul 2,2-3 kilograme.                                                                                                                                                                            O găină poate să ouă aproximativ 280 de ouă/an.

## Cocoșul
Are gâtul purtat elegant cu penaj plin, umerii lați și rotunjiți. Aripile sunt lungi, strâns închise, și legate de corp. Coada este lungă, așezată fix, ușor ridicată, cu un penaj amplu. Creasta este fixă, dreaptă, fără adâncituri sau cute. Urmează inia cefei cu 4 sau 5 zimți. În față corespunde lățimii capului iar pe spate se îngustează. Fața este roșie fără penaj. Urechile sunt albe până la culoarea crem de mărime medie, ovale.

## Varietăți ale penajului
1. ↑  Rasa de găini Australorp și rasa Italiană, ce ar trebui să ști despre aceste rase. #viațalațară, accesat în 26 iulie 2022